# Al-Sumayriyya
Al-Sumayriyya (en arabe : السُميريه, était un village de Palestine mandataire situé à six kilomètres au nord d’Acre qui fut capturé et dépeuplé pendant la guerre israélo-arabe de 1948.

## Période médiévale
Tell al-Sumayriyya, à proximité du site du village, contient des pierres taillées, un sol de mosaïque, des tombes, des colonnes et des chapiteaux de pierre.
Dans la période médiévale, le site est mentionné en 1277 sous le nom de « Somelaria » ,. À  cette époque, le village appartenait aux Templiers. Lors de la trêve de 1283 entre les Croisés et  le sultan mamelouk Al-Mansûr Sayf ad-Dîn Qala'ûn al-Alfi, le village fait encore partie du domaine des premiers,, alors qu’il est passé sous contrôle mamelouk en 1291,.
Un bâtiment doté d’une cour, mesurant 60,5 m par 57 m et datant de la période croisée a été remarqué dans le village et des fouilles ont mis au jour une fabrique de verre du XIIIe siècle.

## Période ottomane
Dans le registre fiscal ottoman pour l’année 1555-6, est mentionné un village nommé alors  « Summayriyah » situé dans le nahié (sous-district) d’Akka du sandjak de Safed, dont la terre est qualifiée de  terre Sahi , autrement dit appartenant au sultan Soliman le Magnifique.
En 1738, le voyageur et anthropologue  Richard Pococke passa par le lieu qu’il appelle Semmars. Il pensait que le nom venait de « Ste Marie », et que les restes d’un mur en pierre taillée qu’il y remarqua appartenait à un couvent,. Une carte du cartographe français Pierre Jacotin, élaborée en 1799 lors de la campagne d’Égypte, indique le village sous le nom de El Esmerieh.
En 1875, le géographe et explorateur français Victor Guérin  attribua au village une population de 400 habitants de religion musulmane ; il note que « plusieurs maisons ont été construites avec des pierres régulières, de dimension moyenne et d’apparence antique. Les restes d’un ancien fortin semblent avoir été utilisés pour une habitation particulière. Une fontaine coule au bas du village ».
Mais en 1881, le  Survey of Western Palestine du Fonds d’exploration de la Palestine lui attribue seulement environ 200 habitants, et décrit le village avec des « maisons d'argile séchée et de pierre, situé sur la plaine, entouré de quelques massifs d’oliviers et de figuiers et de terres arables ; deux ou trois citernes sont dans le village, un aqueduc à proximité apporte de l’eau de bonne qualité, ». Un recensement d’environ 1887 indique quant à lui 270 habitants, tous musulmans.

## Pendant le mandat britannique en Palestine
Dans le recensement de la Palestine en 1922, « Semariyeh » a une population de 307 habitants, 300 musulmans (148 femmes et 152 hommes) et 7 chrétiens (3 femmes, 4 hommes) ; tous les chrétiens étaient maronites. Le recensement de 1931 fait état de 392 habitants, dont 390 musulmans, un chrétien et un juif, répartis en 92 maisons.
Al-Sumayriyya  avait une école élémentaire pour garçons, fondée en 1943. En 1945, elle accueillait 60 élèves. Il y avait aussi une mosquée.
La population avait augmenté à 760 habitants selon les statistiques établies en 1944-1945 ; ils étaient alors tous musulmans. Ils occupaient au total 8 542 dounams de terres, soit 8,542 km2. . Aux cultures céréalières étaient affectés 6 854 dounams (soit 6,854 km2), 354 dounams étaient irrigués ou plantés de vergers et 28 dounams étaient affectés aux constructions.

## La guerre de 1948 et ses suites

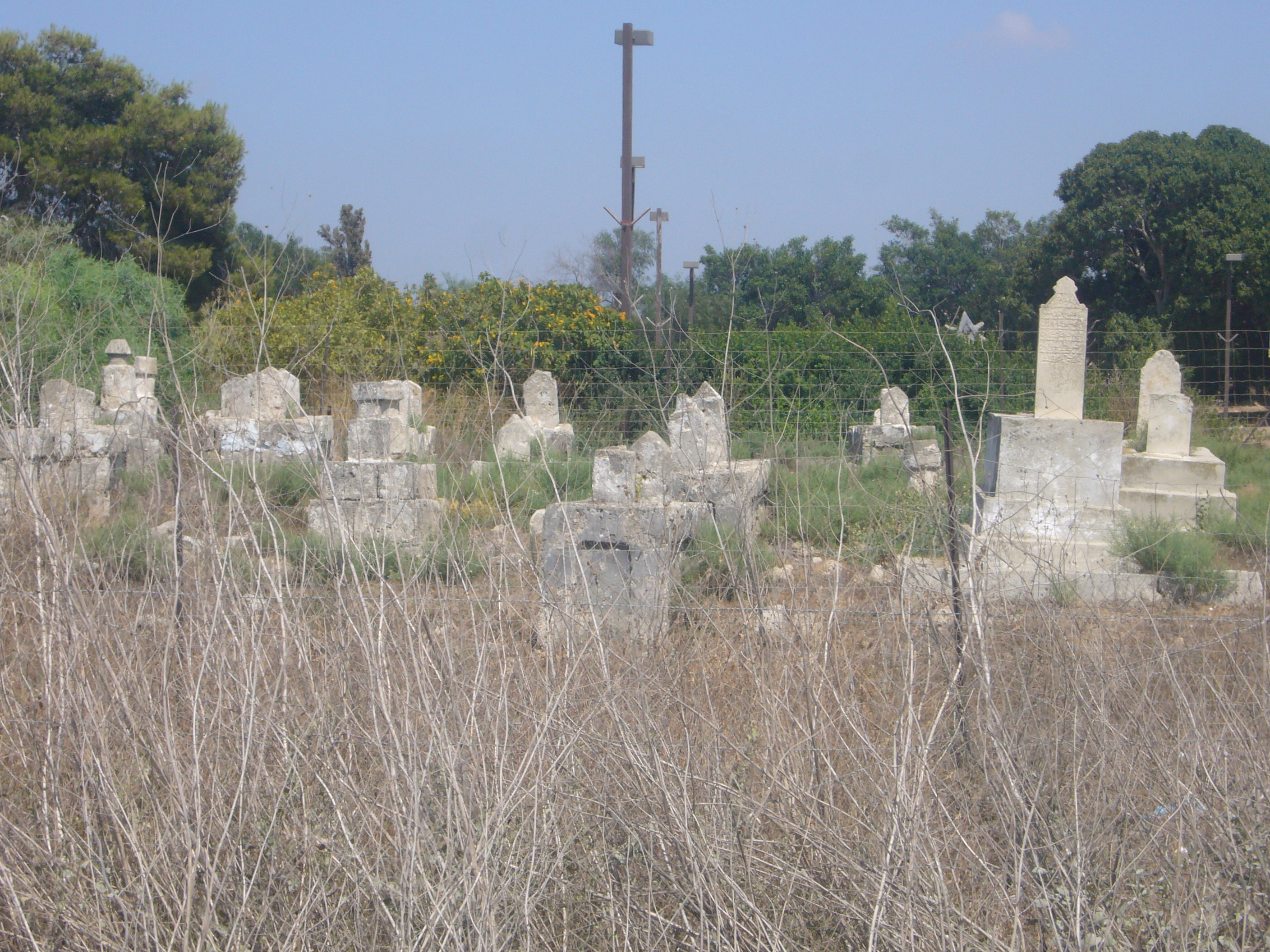
L'ancien cimetière d'Al-Sumayriyya, juillet 2008

Les habitants fuirent le village lors d'une attaque par la brigade Carmeli dans le cadre de l'opération Ben-Ami, le 14 mai 1948. Le village - comme les villages voisins al-Bassa et al-Zib qui furent aussi capturés dans cette offensive - fut ensuite détruit, à l'exception de sa mosquée.
Lohamei HaGeta'ot et  Shomrat sont actuellement érigés sur les terres de l'ancien village,. Shavey Tziyon et Regba sont également proches des frontières nord de l'emplacement d'Al-Sumayriyya, mais ont été établis sur des terres qui appartenaient auparavant au village de Mazra'a.